# Herman z Salm
Herman z Salm (de. Hermann von Salm) (ur. ok. 1040, zm. 28 września 1088 pod Cochem) – hrabia Salm, antykról niemiecki w latach 1081–1088
Pochodził z dynastii mozelskiej. Był synem hrabiego Luksemburga, Gizelberta.
6 sierpnia 1081 roku został wybrany w Ochsenfurt na króla Niemiec w opozycji do Henryka IV jako następca Rudolfa Szwabskiego. W tym samym roku został koronowany w Goslarze.
Pomimo wielu sukcesów militarnych nie uzyskał większego poparcia. Jego władza ograniczała się jedynie do terenów Saksonii, a jego sojusznikami byli tylko feudałowie z Saksonii i Szwabii. Podejmował próby opanowania Włoch, podjął też nieudaną wyprawę wojenną celem niesienia pomocy dla papieża Grzegorza VII walczącego z antypapieżem Klemensem III.
W 1088 roku po zerwaniu sojuszu z Sasami, opuścił Niemcy i udał się do Lotaryngii, gdzie zmarł.
Po jego śmierci próby kontynuowania walki podejmował jeszcze margrabia Miśni, Ekbert II. Nie udało mu się jednak stawić czoła cesarzowi Henrykowi IV, który całkowicie spacyfikował rewoltę. 